# Rissoina multicostata
Rissoina multicostata là một loài ốc biển nhỏ, là động vật thân mềm chân bụng sống ở biển trong họ Rissoidae.

## Phân bố
Nó phân bố tại Biển Caribe và tại Vịnh Mexico.

## Miêu tả
Độ dài vỏ lớn nhất ghi nhận được là 5.2 mm.

## Môi trường sống
Độ sâu nhỏ nhất ghi nhận được là 0 m. Độ sâu lớn nhất ghi nhận được là 525 m.